# Un des siens

Un des siens (One of Her Own) est un téléfilm américain réalisé par Armand Mastroianni en 1994. Il porte également le titre La Revanche d'une femme flic.

## Synopsis
Toni Stroud, qui vient d'entrer dans la police, est violée par un de ses collègues. 

## Fiche technique
- Titre original : One of Her Own
- Titre français : Un des siens
- Réalisation : Armand Mastroianni
- Scénario : Valerie West
- Musique : George S. Clinton
- Photographie : Tom Pristley Jr.
- Sociétés de production : Grossbart Barnett Productions
- Durée : 1h30 minutes
- Année : 1994

## Distribution
- Lori Loughlin : Toni Stroud
- Greg Evigan : Charlie Lloyd
- Martin Sheen : Pete Maresca
- Tammy Arnold : Anne Davis
- Jeff Yagher : Heller